# Le Châtiment (film, 1941)
Pour les articles homonymes, voir Le Châtiment.
Pour plus de détails, voir Fiche technique et Distribution.
Le Châtiment (The Penalty) est un film américain en noir et blanc de Harold S. Bucquet, sorti en 1941.

## Synopsis
Le fils de seize ans d’un gangster impitoyable suit bientôt les traces de son père. Ce dernier tue un agent du FBI et un chauffeur de taxi, dont son fils est témoin.

## Fiche technique
- Titre : Le Châtiment
- Titre original : The Penalty
- Réalisation : Harold S. Bucquet
- Scénario : Harry Ruskin, John C. Higgins, d’après Roost de Martin Berkeley
- Production : Jack Chertok
- Société de production : Metro-Goldwyn-Mayer
- Musique : David Snell
- Photographie : Harold Rosson
- Montage : Ralph E. Winters
- Direction artistique : Cedric Gibbons
- Pays de production : États-Unis
- Format : noir et blanc - 35 mm - 1,37:1 - son : Mono  (Western Electric Sound System)
- Genre : policier
- Durée : 80 min
- Dates de sortie :
  - États-Unis : 14 mars 1941
  - France : 30 janvier 1942

## Distribution
- Edward Arnold : Martin 'Stuff' Nelson
- Lionel Barrymore : 'Grandpop' Logan
- Marsha Hunt : Katherine Logan
- Robert Sterling : Edward 'Ted' McCormick
- Gene Reynolds : Russell 'Roosty' Nelson
- Emma Dunn : 'Ma' McCormick
- Veda Ann Borg : Julie Jackson
- Richard Lane : Craig, agent du FBI
- Gloria DeHaven : Anne Logan
- Grant Mitchell : le juge
- Phil Silvers : 'Grapevine' Hobo
- Warren Ashe : Jay
- William Haade : Johnny Van Brook
- Ralph Byrd :  Brock, agent du FBI
- Edgar Barrier : 'Burnsy' Burns
- Charles Wagenheim : un chauffeur de taxi